# Кристал-Фолс (Мичиган)
Кристал-Фолс (англ. Crystal Falls) — город и административный центр округа Айрон, штат Мичиган. По данным переписи 2010 года, население города составляло 1469 человек. Город расположен в пределах тауншипа Кристал-Фолс, но является отдельным муниципальным образованием. Сначала этот район развивался как крупный центр добычи железа и лесной промышленности; в последние годы он становится все более популярным для туризма.

## История
Кристал-Фолс был заложен в 1881 году. Он был назван в честь близлежащего ледяного водопада на реке Пейнт. Почтовое отделение под названием Кристал-Фолс работает с 1885 года.

## География
По данным Бюро переписи населения США, общая площадь города составляет 9,35 км², из которых 8,99 км² занимает суша и 0,36 км² — вода. Город холмистый, и похожее на замок здание окружного суда которое было построено в 1890 году расположено на самой высокой точке, откуда открывается вид на деловой район в центре города.

## Транспорт
Indian Trails обеспечивает ежедневное междугороднее автобусное сообщение между Сент-Игнасом и Айронвудом, штат Мичиган.

## Климат
Исследование погоды в Кристал-Фолс, проведенное Мичиганским государственным университетом, показало, что осадки были равномерно распределены в течение всего года, а в сезон сбора урожая, апрель-сентябрь, выпало в среднем 516 мм, или 68 % от среднегодового количества за период 1962—80 годов. За тот же период самым влажным месяцем в среднем был июнь с показателем 101 мм, в то время как самым засушливым месяцем в среднем был февраль с показателем 26 мм. Данные Национальной метеорологической службы за 1971—2000 годы показывают, что норма осадков за 30 лет составила 753 мм в год.
Следующие экстремальные значения осадков, основанные на периоде времени опубликованных данных этой станции, следующие: наибольшее общее количество осадков за день наблюдений — 9,80 см, зафиксированное 14 июня 1981 года; наибольшее общее количество осадков за месяц — 31,70 см, зафиксированное в июне 1981 года; и несколько раз зафиксировано, что за месяц не выпало ни одного см осадков.
Летние осадки выпадают в основном в виде дневных ливней и гроз. В среднем грозы происходят 33 дня в году. 
С 1950-51 по 1979-80 годы среднее сезонное количество выпавшего снега составляло 1,79 м. В течение этого периода за 143 дня в сезоне на земле выпадало в среднем 25 мм снега и более, но этот показатель сильно варьировался от сезона к сезону.
Следующие экстремальные значения снегопада, основанные на периоде времени опубликованного отчета этой станции, следующие: наибольшее общее количество осадков за день наблюдений — 45,72 см, зафиксировано 7 марта 1926 года; наибольшее общее количество осадков за месяц — 135,63 см, зарегистрировано в марте 1939 года; наибольшее сезонное общее количество осадков — 143,2 дюйма, зарегистрировано в 1942-43 годах; наименьшее сезонное общее количество осадков, 80,26 см, зафиксированный в 1963-64 годах и 1 сезон ранее; и наибольшая глубина снежного покрова, 119,38 см, зафиксированная 15 марта 1926 года.
Хотя официальных наблюдений за температурой в Кристал-Фолс больше не ведётся, Университет штата Мичиган пришел к выводу, что температура аналогична температуре в офисе Национальной метеорологической службы в Маркетте, штат Мичиган. Температурные рекорды, сохранявшиеся с 1962 по 1989 год Национальным центром климатических данных, показывают рекордно высокую температуру в 99 градусов 30 июня 1963 года и 20 июля 1977 года. Рекордно низкая температура была −42 градуса 17 февраля 1979 года. Ежегодно наблюдалось в среднем 4,4 дня с максимумами 90 градусов и выше; 96,9 дня с максимумами 32 градуса и ниже; 207,1 дня с минимумами 32 градуса и ниже; и 55,1 дня с минимумами в 0 градусов или ниже. Низкие температуры были зафиксированы в каждом месяце, за исключением июля, который 6 июля 1965 года был рекордно низким — 33 градуса.

## Демография

### Перепись 2010 года
По данным переписи 2010 года, в городе насчитывалось 1469 человек в 700 домашних хозяйствах, включая 402 семьи. Плотность населения составляла 163,4 чел./км². Насчитывалось 893 единицы жилья со средней плотностью 99,3 на км². Расовый состав населения: 96,9 % белых, 0,2 % афроамериканцев, 0,7 % коренных американцев, 0,2 % азиатов, 0,1 % приходится на другие расы и 1,8 % приходится на две или более других рас. Испаноязычные жители любой расы составляли 1,0 %.
Из 700 домохозяйств в 22,3 % воспитывались дети в возрасте до 18 лет, 41,9 % представляли собой совместно проживающие супружеские пары, в 11,0 % домохозяйств проживали женщины без мужа, в 4,6 % домохозяйств проживали мужчины без жены и в 42,6 % домохозяйств не было семей. В 39,6 % домохозяйств проживал один человек, а в 20,2 % — один человек в возрасте 65 лет и старше. Средний размер домохозяйства — 2,06, а семьи — 2,73 человека.
Средний возраст составил 48,3 года. 19,7 % жителей были младше 18 лет; 6,4 % в возрасте от 18 до 24 лет; 19,3 % в возрасте от 25 до 44; 32,1 % в возрасте от 45 до 64; и 22,5 % в возрасте 65 лет и старше. Гендерный состав населения города составлял 49,4 % мужчин и 50,6 % женщин.

### Перепись 2000 года
По данным переписи населения 2000 года, в городе насчитывался 1791 человек в 795 домашних хозяйствах, включая 470 семей. Плотность населения составляла 204,9 чел./км². Насчитывалось 913 единиц жилья со средней плотностью 104,4 на км². Расовый состав населения: 98,05 % белых, 0,06 % афроамериканцев, 0,61 % коренных американцев, 0,11 % азиатов, 0,39 % приходится на другие расы и 0,78 % приходится на две или более других рас. Испаноязычные составляли 1,23 %. По данным переписи 2000 года, 17,1 % имели финское, 15,5 % итальянское, 11,5 % немецкое, 9,4 % польское, 9,4 % шведское, 6,6 % английское и 5,3 % французское происхождение. 97,5 % говорили по-английски, 1,1 % по-фински и 1,1 % по-испански как их родной язык.
Из 795 домохозяйств в 24,8 % воспитывались дети в возрасте до 18 лет, 46,0 % представляли собой совместно проживающие супружеские пары, в 9,4 % домохозяйств женщины проживали без мужа и 40,8 % не имели семей. В 36,9 % домохозяйств проживал один человек, а в 22,3 % — один человек в возрасте 65 лет и старше. Средний размер домохозяйства — 2,13, а семьи — 2,78 человека.
Возрастной состав населения составил 22,2 % младше 18 лет, 6,1 % от 18 до 24, 21,7 % от 25 до 44, 21,3 % от 45 до 64 и 28,7 % от 65 лет и старше. Средний возраст жителей составил 45 лет. На каждые 100 женщин приходилось 90,1 мужчин. На каждые 100 женщин старше 18 приходилось 82,8 мужчин.
Средний доход домохозяйства составлял 26 637 долларов, а средний доход семьи — 35 000 долларов. Средний доход мужчин составлял 28 266 долларов против 20 144 долларов у женщин. Доход на душу населения в городе составлял 14 538 долларов. Около 7,5 % семей и 10,4 % всего населения находились ниже черты бедности, в том числе 15,6 % из них младше 18 и 6,8 % в возрасте 65 лет и старше.

## Искусство и культура
В Кристал-Фолс находится региональный центр исполнительских искусств Хрустальных театров.
Раньше в Кристал-Фолс было много ветеранов. После обеих мировых войн многие ветераны поселились в этом районе и его окрестностях. Кристал-Фолс был последним городом, где до начала 2000-х годов все еще отмечали День Ви-Джея. Летом у них проходит два больших фестиваля. Фестиваль «бас», который представляет собой веселый уик-энд и марафон. Отмечаемый ежегодным футбольным матчем «WOPS» против «Sweeds», грибной фестиваль заменил празднование Дня победы, а также футбольный матч «Поляки» — «финны».
Отправляются на лед в последние выходные февраля на водохранилище Мичигамме на ежегодный турнир Fisheree. Традиция, которую большинство местных жителей с нетерпением ждут весь год.
В апреле 1992 года Кристал-Фолс привлек международное внимание благодаря обнаружению гигантского гриба Армиллярия луковичная в ближайщем лесу. Об открытии было объявлено в статьях в Nature и The New York Times. Гриб, известный как «гигантский гриб», занимал площадь более 120 000 м² и имел общую массу, оцениваемую в 100 тонн. В то время считалось, что это один из древнейших живых организмов на земле, а также один из самых крупных.
Хотя на самом деле гриб находится в соседнем городке Мастодонт, штат Мичиган, город Кристал-Фолс принял его в качестве туристической достопримечательности и проводит «Фестиваль огромных грибов» в качестве ежегодного мероприятия.